# 무지기
무지기는 조선시대 양반가 부녀자가 입었던 속옷의 일종이다. 대슘치마와 유사한 형태로서 속에 받쳐 입었던 이유도 치마선을 가슴부터 아름답게 보이고자 하였기에 이유가 비슷하다. 형태 또한 유사하여 12폭으로 하였으며 여러 개의 치마를 허리에 달아서 층이 지도록 하였다.
국립국어원의 표기에 따르면 무지기치마는 부녀자들이 명절이나 잔치 때에 겉치마가 부풀어 오르게 보이려고 치마 속에 입던 통치마의 하나로서 끝을 각기 다른 빛깔로 물을 들여 가장 긴 것이 무릎 아래에 이른다. 이를 홀수로 맞추어 3겹, 5겹, 7겹 등으로 입었기에 그 빛깔이 무지개빛과 흡사해지며 그 모습도 층층이 단을 이룬 원피스와 흡사해진다.
무지기 치마는 그 색감과 형태가 현대의 아름다움과도 어느 정도 흡사한 모습을 지니고 있어 일부 디자이너들은 이를 응용하여 파스텔톤의 치마로 변형한 드레스를 선보이기도 했다.
특히 한복을 입을 시 치마와 적삼을 어떻게 입느냐에 따라 무지기 치마가 살짝 밑으로 보일 수도 있어 한복 연구가 김혜순은 이를 두고 농염한 한국 속옷의 매력이라고 평한 바 있다.